# Martin Van Buren
Martin Van Buren (pronunție neerlandeză:  audio; n. 5 decembrie 1782, Kinderhook⁠(d), comitatul Columbia, New York, SUA – d. 24 iulie 1862, Kinderhook⁠(d), comitatul Columbia, New York, SUA), numit și Old Kinderhook, a fost cel de-al optulea vicepreședinte și cel de-al optulea președinte al Statelor Unite ale Americii, fiind în funcție între 1837 și 1841.
Van Buren a fost primul care a organizat Partidul Democrat, fiind în același timp o figură dominantă, alături de predecesorul său  în funcția prezidențială, Andrew Jackson, în organizarea și funcționarea așa-numitului celui de-al doilea sistem de partide politice (în engleză, Second Party System⁠(d)), primul președinte al Statelor Unite de descendență neerlandeză și nu anglo-saxonă și primul președinte a cărui limbă maternă nu a fost engleza ci neerlandeza. Van Buren a fost și primul președinte născut în Statele Unite după proclamarea independenței față de Regatul Marii Britanii.

## Biografie

### Prezentare
Martin Van Burren a învățat la școala din satul său natal, Kinderhook, până la paisprezece ani — o educație neobișnuit de avansată pentru un copil a cărui familie avea nevoie de munca sa. Deși atunci Van Burren nu urmase facultatea, ceea ce nu era surprinzător pentru tinerii de la începutul secolului al XIX-Lea, tatăl său a cerut o favoare politică și a reușit să-și plaseze fiul într-un birou de avocatură ca avocat funcționar. Timp de șapte ani Martin a șters podelele sau a făcut comisioane pe timp de zi, noaptea studiind dreptul. S-a mutat în New York — la vremea aceea numărând 60.000 de locuitori — timp de aproximativ un an și a obținut admiterea în Baroul Statului în 1803, la douăzeci și unu de ani. 

## Educație
Van Buren s-a născut în satul Kinderhook⁠(d) din statul New York, aflat la aproximativ 35 km sud de orașul Albany, capitala statului. Stră-stră-stră-bunicul său, Cornelis, venise în Lumea Nouă în 1631 din Țările de Jos, numele de familie însemnând „din Buren”. Tatăl lui Martin, Abraham Van Buren (17 februarie 1737–8 aprilie 1817), a fost fermier și proprietar al unei cârciumi.  Mama sa a fost Maria Hoes (27 februarie 1743–16 februarie 1817), care avea copii dintr-o căsătorie anterioară.
Van Buren a fost educat la școli obișnuite și la Kinderhook Academy⁠(d).  În 1796 a început să studieze științele juridice, terminând pregătirea sa universitară în 1802 în New York City, unde a studiat cu William Peter van Ness (1778–1826).  În 1803 a fost admis în baroul avocaților, după care a avut o activitate continuă și plină de succes timp de 25 de ani.
Practicarea avocaturii l-a făcut să devină independent financiar și a netezit drumul său spre politică.  Politica în New York în anii după 1800, anul alegerii lui Thomas Jefferson ca președinte al Statelor Unite și al decăderii Partidului Federalist, a fost în mod particular amară și plină de tensiuni. Partidul Democrat-Republican era divizat în trei fracțiuni: cea a lui George Clinton (și mai târziu a nepotului său DeWitt Clinton⁠(d)), cea a lui Robert Livingston⁠(d) și cea a lui Aaron Burr.

## Legăturiexterne
- White House biography Arhivat în 19 octombrie 2017, la Wayback Machine.
- Martin Van Buren la conexiunea Biographical Directory of the United States Congress
- Martin Van Buren: A Resource Guide at the Library of Congress
- The Papers of Martin Van Buren at Cumberland University
- American President: Martin Van Buren (1782–1862) at the Miller Center of Public Affairs, University of Virginia
  - Inaugural Address (4 martie 1837), at the Miller Center
- Martin Van Buren National Historic Site (Lindenwald), National Park Service
- "Life Portrait of Martin Van Buren", from C-SPAN's American Presidents: Life Portraits, 3 mai 1999
- Lucrări de Martin Van Buren la Proiectul Gutenberg
- Opere de sau despre Martin Van Buren la Internet Archive
- Lucrări de Martin Van Buren la LibriVox (cărți audio aflate în domeniul public)